# Estado estándar (química)
En química, el estado estándar de un material (sustancia pura, mezcla o solución) es un estado de referencia utilizado para calcular sus propiedades bajo diferentes condiciones. En principio, la elección del estado de referencia es arbitraria, aunque la Unión Internacional de Química Pura y Aplicada (IUPAC) recomienda un conjunto convencional de estados estándar para su uso general.
La IUPAC recomienda usar una presión estándar de p⦵ = 105 Pa. 
Estrictamente hablando, la temperatura no es parte de la definición de un estado estándar.  
La versión actual de la norma de la IUPAC define como condiciones estándar de un gas a una temperatura de 0°C (273,15 K) y una presión absoluta de 100 kPa (0,9869 atm, 14,504 psi). Mientras que la versión del NIST es una temperatura de 20 °C (293,15 K) y una presión absoluta de 101,325 kPa (1 atm, 14,696 psi).[cita requerida]
Sin embargo, no deben confundirse estas "condiciones estándar de un gas" (en castellano también "condiciones normales de un gas") con el "Estado estándar" (en castellano también "Estado normal"). Mientras las primeras sí hacen referencia a una temperatura, el segundo no.